# Никея Македонска
Вижте пояснителната страница за други личности с името Никея.
Никея (на старогръцки: Nίκαια, Nikaia, Nicaea; † преди 302 г. пр. Хр.) e дъщеря на македонския регент Антипатър, омъжена за диадоха Лизимах († 281 г. пр. Хр.).
През 321 г. пр. Хр. нейният брат Йолай я завежда в Мала Азия, за да се омъжи за Пердика, регента на царството на Александър Велики. Този брачен проект е желан от самия Пердика, за да се съюзи с Антипатър, който управлява Македония. В същото време в Мала Азия се появява и принцеса Клеопатра, сестра на Александър Велики, която се предлага за съпруга на Пердика. Евмен от Кардия съветва Пердика да се ожени за Клеопатра, а Алкет, братът на Пердика, го съветва да се ожени за Никея. Накрая Пердика се решава за „царската годеница“ и отблъсква затова Никея, което води до края на връзката между него и Антипатър и така допринася за избухването на първата Диадохска война.
Баща ѝ я дава, вероятно преди смъртта си през есента 319 г. пр. Хр., за съпруга на Лизимах, управителят на Тракия. Нейният брат Касандър се съюзява с Лизимах в борбата срещу Антигон I Монофталм. Никея умира вероятно преди 302 г. пр. Хр., понеже Лизимах през тази година се жени втори път за Амастрида, племенница на Дарий III.
Той я почита обаче през 300 г. пр. Хр. като преименува новоосновавания град Антигонея във Витиния на нейното име Никея (днес турския Изник).
Нейните деца от брака с Лизимах са:
- Агатокъл († 283/282 г. пр. Хр.)
- Арсеноя I († 279 г. пр. Хр.), първата съпруга на цар Птолемей II от Египет
- Евридика († 287 г. пр. Хр.), омъжена за цар Антипатър I от Македония